# فیلیپ نائون
فیلیپ نائون (فرانسوی: Philippe Nahon‎؛ زادهٔ ۲۴ دسامبر ۱۹۳۸ – درگذشته ۱۹ آوریل ۲۰۲۰) هنرپیشه اهل فرانسه بود. بیشتر شهرت این هنرمند به خاطر بازی در فیلم‌های ترسناک و مهیج است.

## قسمتی از فیلمشناسی
- کلاه (۱۹۶۲)
- اسب جنگی (۲۰۱۱)
- قهرمان خودساخته (۱۹۹۶)
- مسافران ۲ (۱۹۹۸)
- نفرت (۱۹۹۵)
- برگشت‌ناپذیر (۲۰۰۲)
- رودهای قرمز (۲۰۰۰)
- ال دورادو (۲۰۰۸)
- ورود به خلأ (۲۰۰۹)
- لطفاً مرا بکش (۲۰۱۰)
- ماجراهای شگفت‌انگیز ادل بلانسک (۲۰۱۰)